# Starters (novela)
Starters es una novela de Lissa Price. El libro fue publicado el 12 de marzo de 2012 por Delacorte Press y se ha publicado en alemán, griego, holandés, italiano, francés, portugués, turco y español. Price ha anunciado una secuela del libro titulada Enders. Los derechos audiovisuales de la serie aún se están negociando. Price dijo que se le ocurrió la idea de la novela después de intentar recibir una vacuna contra la gripe y ser rechazada debido a la falta de vacunas disponibles.

## Trama
Starters tiene lugar en un Los Ángeles futurista, donde se libran guerras con armas biológicas que han matado a cualquiera que no haya sido vacunado contra ellas. Los únicos que sobreviven al ataque son menores de 20 años o mayores de 60 años, debido a la prioridad de una vacuna administrada antes de la guerra. El término "Starters" se refiere a aquellos menores de 20 años, mientras que "Enders" se usa para designar a los sobrevivientes mayores de 60 años. Debido a que muchos de los Starters no pueden trabajar y no tienen fondos para cubrir sus necesidades, la mayoría de ellos se encuentran hambrientos y desesperados. Como consecuencia, muchos Starters permiten voluntariamente que los Enders habiten sus cuerpos de manera temporal a través de un neurochip implantado por el Banco de Cuerpos. Callie, una Starter de 16 años, vive en lugares abandonados con su hermano y su amigo para sobrevivir. Cuando el lugar donde vive se incendia y es desalojado, se dirige al Banco de Cuerpos para proveer sustento a los tres. A causa de un desperfecto en su neurochip, Callie despierta en la mansión de una Ender rica. Al principio, disfruta la oportunidad de tener un estilo de vida lujoso e incluso sale con el nieto de un senador. Sin embargo, descubre que la Ender cuya vida está viviendo planea derribar al Banco de Cuerpos, y que no todos los que conoce son lo que parecen. 

## Recepción
La recepción de Starters ha sido positiva. Los Angeles Times lo calificó como "bien ejecutado". Publishers Weekly también elogió el libro, pero señaló que las voces del narrador del audiolibro para los personajes femeninos eran "melodramáticas".